# Скороциці
Скороциці (пол. Skorocice) — село в Польщі, у гміні Віслиця Буського повіту Свентокшиського воєводства.
Населення — 370 осіб (2011).
У 1975-1998 роках село належало до Келецького воєводства.

## Демографія
Демографічна структура на день 31 березня 2011 року:
|          | Загалом | Допрацездатний вік | Працездатний вік | Постпрацездатний вік |
| -------- | ------- | ------------------ | ---------------- | -------------------- |
| Чоловіки | 176     | 24                 | 131              | 21                   |
| Жінки    | 194     | 45                 | 100              | 49                   |
| Разом    | 370     | 69                 | 231              | 70                   |